# Spizaphilus rothschildi
Spizaphilus rothschildi är en insektsart som först beskrevs av Griffini 1912.  Spizaphilus rothschildi ingår i släktet Spizaphilus och familjen Anostostomatidae. Inga underarter finns listade i Catalogue of Life.